# Tian’e Hu
Tian’e Hu (chinesisch 天鹅湖 ‚Schwansee‘) ist ein kleiner, runder See auf der Fildes-Halbinsel von King George Island im Archipel der Südlichen Shetlandinseln. Er liegt westlich der Nordpassage.
Chinesische Wissenschaftler benannten den See 1986 deskriptiv im Zuge der Erstellung von Luftaufnahmen und der Durchführung von Kartierungsarbeiten. In seiner Form erinnert er an einen von Osten nach Westen fliegenden Schwan.